# Aaron Long
Aaron Ray Long (Oak Hills, 12 ottobre 1992) è un calciatore statunitense, difensore del Los Angeles FC.

## Carriera

### Club
Nel 2014 viene selezionato ai SuperDraft dal Portland Timbers. Viene poi girato in prestito alla squadra satellite di Portland, il Sacramento Republic FC squadra militante nella USL. Il 29 marzo 2014 fa il suo esordio da professionista nel pareggio per 1-1 contro i Los Angeles Galaxy II. Dopo una breve parentesi nell'Orange Con
Unity Blues, il 2 luglio 2014 rimane svincolato e firma con i Seattle Sounders senza però essere mai impiegato per tutta la stagione. Viene girato ai Seattle Sounders 2, con i quali esordisce il 12 luglio, segnando la prima rete da professionista contro il Phoenix Rising.
Il 10 marzo 2016 passa ai New York Red Bulls venendo girato in prestito alla squadra satellite, con la quale colleziona 26 presenze e quattro reti.
Il 16 agosto 2016 esordisce in prima squadra durante una partita di Champions League contro l'Alianza F.C..
Il 3 gennaio 2023 rimane svincolato, salutando così i Red Bulls dopo 175 partite e 14 reti.
Dopo pochi giorni viene ufficializzato il passaggio del difensore statunitense al Los Angeles FC, con cui firma un contratto biennale.

## Statistiche
Statistiche aggiornate al 5 gennaio 2023.
| Stagione                  | Squadra                   | Campionato                | Campionato | Campionato | Coppe nazionali | Coppe nazionali | Coppe nazionali | Coppe continentali | Coppe continentali | Coppe continentali | Altre coppe | Altre coppe | Altre coppe | Totale | Totale |
| Stagione                  | Squadra                   | Comp                      | Pres       | Reti       | Comp            | Pres            | Reti            | Comp               | Pres               | Reti               | Comp        | Pres        | Reti        | Pres   | Reti   |
| ------------------------- | ------------------------- | ------------------------- | ---------- | ---------- | --------------- | --------------- | --------------- | ------------------ | ------------------ | ------------------ | ----------- | ----------- | ----------- | ------ | ------ |
| 2013                      | FC Tucson                 |                           | -          | -          | USOC            | 0               | 0               |                    | -                  | -                  |             | -           | -           | 0      | 0      |
| mar.-apr. 2014            | Sacramento Republic       | USL                       | 2          | 0          |                 | -               | -               |                    | -                  | -                  |             | -           | -           | 2      | 0      |
| giu. 2014                 | Orange County             | USL                       | 3          | 0          |                 | -               | -               |                    | -                  | -                  |             | -           | -           | 3      | 0      |
| ago.-ott. 2014            | Seattle Sounders 2        | USL                       | 2          | 0          |                 | -               | -               |                    | -                  | -                  |             | -           | -           | 2      | 0      |
| 2014                      | Seattle Sounders          | MLS                       | 1          | 0          |                 | -               | -               |                    | -                  | -                  |             | -           | -           | 1      | 0      |
| 2015                      | Tacoma Defiance           | USL                       | 28         | 1          | USOC            | 2               | 0               |                    | -                  | -                  |             | -           | -           | 30     | 1      |
| 2016                      | New York Red Bulls        | MLS                       | 0          | 0          | USOC            | 0               | 0               | CCL                | 3                  | 0                  |             | -           | -           | 3      | 0      |
| 2017                      | New York Red Bulls        | MLS                       | 34         | 1          | USOC            | 5               | 0               | CCL                | 2                  | 0                  |             | -           | -           | 41     | 1      |
| 2018                      | New York Red Bulls        | MLS                       | 38         | 3          | USOC            | 1               | 1               | CCL                | 6                  | 0                  |             | -           | -           | 45     | 4      |
| 2019                      | New York Red Bulls        | MLS                       | 25         | 2          | USOC            | -               | -               | CCL                | 4                  | 0                  |             | -           | -           | 29     | 2      |
| 2020                      | New York Red Bulls        | MLS                       | 17         | 2          |                 | -               | -               |                    | -                  | -                  |             | -           | -           | 17     | 2      |
| 2021                      | New York Red Bulls        | MLS                       | 5          | 0          |                 | -               | -               |                    | -                  | -                  |             | -           | -           | 5      | 0      |
| 2022                      | New York Red Bulls        | MLS                       | 30         | 4          | USOC            | 5               | 1               |                    | -                  | -                  |             | -           | -           | 35     | 5      |
| Totale New York Red Bulls | Totale New York Red Bulls | Totale New York Red Bulls | 149        | 14         |                 | 11              | 2               |                    | 15                 | 0                  |             | -           | -           | 175    | 14     |
| 2023                      | Los Angeles FC            | MLS                       | -          | -          | USOC            | -               | -               | CCL                | -                  | -                  |             | -           | -           | -      | -      |
| Totale carriera           | Totale carriera           | Totale carriera           | 210        | 17         |                 | 13              | 2               |                    | 15                 | 0                  |             | -           | -           | 238    | 19     |

### Cronologia presenze e reti in nazionale
| Cronologia completa delle presenze e delle reti in nazionale ― Stati Uniti | Cronologia completa delle presenze e delle reti in nazionale ― Stati Uniti | Cronologia completa delle presenze e delle reti in nazionale ― Stati Uniti | Cronologia completa delle presenze e delle reti in nazionale ― Stati Uniti | Cronologia completa delle presenze e delle reti in nazionale ― Stati Uniti | Cronologia completa delle presenze e delle reti in nazionale ― Stati Uniti | Cronologia completa delle presenze e delle reti in nazionale ― Stati Uniti | Cronologia completa delle presenze e delle reti in nazionale ― Stati Uniti |
| Data                                                                       | Città                                                                      | In casa                                                                    | Risultato                                                                  | Ospiti                                                                     | Competizione                                                               | Reti                                                                       | Note                                                                       |
| -------------------------------------------------------------------------- | -------------------------------------------------------------------------- | -------------------------------------------------------------------------- | -------------------------------------------------------------------------- | -------------------------------------------------------------------------- | -------------------------------------------------------------------------- | -------------------------------------------------------------------------- | -------------------------------------------------------------------------- |
| 17-10-2018                                                                 | East Hartford                                                              | Stati Uniti                                                                | 1 – 1                                                                      | Perù                                                                       | Amichevole                                                                 | -                                                                          |                                                                            |
| 20-11-2018                                                                 | Genk                                                                       | Italia                                                                     | 1 – 0                                                                      | Stati Uniti                                                                | Amichevole                                                                 | -                                                                          |                                                                            |
| 28-1-2019                                                                  | Phoenix                                                                    | Stati Uniti                                                                | 3 – 0                                                                      | Panama                                                                     | Amichevole                                                                 | -                                                                          |                                                                            |
| 2-2-2019                                                                   | San Jose                                                                   | Stati Uniti                                                                | 2 – 0                                                                      | Costa Rica                                                                 | Amichevole                                                                 | -                                                                          |                                                                            |
| 22-3-2019                                                                  | Orlando                                                                    | Stati Uniti                                                                | 1 – 0                                                                      | Ecuador                                                                    | Amichevole                                                                 | -                                                                          |                                                                            |
| 9-6-2019                                                                   | Cincinnati                                                                 | Stati Uniti                                                                | 0 – 3                                                                      | Venezuela                                                                  | Amichevole                                                                 | -                                                                          | 46’                                                                        |
| 19-6-2019                                                                  | Saint Paul                                                                 | Stati Uniti                                                                | 4 – 0                                                                      | Guyana                                                                     | Gold Cup 2019 - 1º turno                                                   | -                                                                          |                                                                            |
| 23-6-2019                                                                  | Cleveland                                                                  | Stati Uniti                                                                | 6 – 0                                                                      | Trinidad e Tobago                                                          | Gold Cup 2019 - 1º turno                                                   | 2                                                                          |                                                                            |
| 30-6-2019                                                                  | Filadelfia                                                                 | Stati Uniti                                                                | 1 – 0                                                                      | Curaçao                                                                    | Gold Cup 2019 - Quarti di finale                                           | -                                                                          |                                                                            |
| 3-7-2019                                                                   | Nashville                                                                  | Giamaica                                                                   | 1 – 3                                                                      | Stati Uniti                                                                | Gold Cup 2019 - Semifinale                                                 | -                                                                          |                                                                            |
| 7-7-2019                                                                   | Chicago                                                                    | Messico                                                                    | 1 – 0                                                                      | Stati Uniti                                                                | Gold Cup 2019 - Finale                                                     | -                                                                          |                                                                            |
| 6-9-2019                                                                   | East Rutherford                                                            | Stati Uniti                                                                | 0 – 3                                                                      | Messico                                                                    | Amichevole                                                                 | -                                                                          | 45’                                                                        |
| 10-9-2019                                                                  | Saint Louis                                                                | Stati Uniti                                                                | 1 – 1                                                                      | Uruguay                                                                    | Amichevole                                                                 | -                                                                          | 65’                                                                        |
| 16-10-2019                                                                 | Toronto                                                                    | Canada                                                                     | 2 – 0                                                                      | Stati Uniti                                                                | CONCACAF Nations League 2019-2020 - 2º turno                               | -                                                                          |                                                                            |
| 15-11-2019                                                                 | Orlando                                                                    | Stati Uniti                                                                | 4 – 1                                                                      | Canada                                                                     | CONCACAF Nations League 2019-2020 - 2º turno                               | 1                                                                          |                                                                            |
| 19-11-2019                                                                 | George Town                                                                | Cuba                                                                       | 0 – 4                                                                      | Stati Uniti                                                                | CONCACAF Nations League 2019-2020 - 2º turno                               | -                                                                          |                                                                            |
| 1-2-2020                                                                   | Carson                                                                     | Stati Uniti                                                                | 1 – 0                                                                      | Costa Rica                                                                 | Amichevole                                                                 | -                                                                          | cap. 62’                                                                   |
| 9-12-2020                                                                  | Miami                                                                      | Stati Uniti                                                                | 6 – 0                                                                      | El Salvador                                                                | Amichevole                                                                 | -                                                                          | 83’                                                                        |
| 31-1-2021                                                                  | Miami                                                                      | Stati Uniti                                                                | 7 – 0                                                                      | Trinidad e Tobago                                                          | Amichevole                                                                 | -                                                                          |                                                                            |
| 25-3-2021                                                                  | Wiener Neustadt                                                            | Stati Uniti                                                                | 4 – 1                                                                      | Giamaica                                                                   | Amichevole                                                                 | -                                                                          | 46’                                                                        |
| 28-3-2021                                                                  | Belfast                                                                    | Irlanda del Nord                                                           | 1 – 2                                                                      | Stati Uniti                                                                | Amichevole                                                                 | -                                                                          | 63’                                                                        |
| 24-3-2022                                                                  | Città del Messico                                                          | Messico                                                                    | 0 – 0                                                                      | Stati Uniti                                                                | Qual. Mondiali 2022                                                        | -                                                                          | 80’                                                                        |
| 27-3-2022                                                                  | Orlando                                                                    | Stati Uniti                                                                | 5 – 1                                                                      | Panama                                                                     | Qual. Mondiali 2022                                                        | -                                                                          | 61’ 85’                                                                    |
| 2-6-2022                                                                   | Cincinnati                                                                 | Stati Uniti                                                                | 3 – 0                                                                      | Marocco                                                                    | Amichevole                                                                 | -                                                                          | 28’                                                                        |
| 5-6-2022                                                                   | Kansas City                                                                | Stati Uniti                                                                | 0 – 0                                                                      | Uruguay                                                                    | Amichevole                                                                 | -                                                                          |                                                                            |
| 11-6-2022                                                                  | Austin                                                                     | Stati Uniti                                                                | 5 – 0                                                                      | Grenada                                                                    | CONCACAF Nations League 2022-2023 - 1º turno                               | -                                                                          | 46’                                                                        |
| 14-6-2022                                                                  | San Salvador                                                               | El Salvador                                                                | 1 – 1                                                                      | Stati Uniti                                                                | CONCACAF Nations League 2022-2023 - 1º turno                               | -                                                                          |                                                                            |
| 23-9-2022                                                                  | Düsseldorf                                                                 | Giappone                                                                   | 2 – 0                                                                      | Stati Uniti                                                                | Amichevole                                                                 | -                                                                          |                                                                            |
| 27-9-2022                                                                  | Murcia                                                                     | Arabia Saudita                                                             | 0 – 0                                                                      | Stati Uniti                                                                | Amichevole                                                                 | -                                                                          | 59’                                                                        |
| 26-1-2023                                                                  | Los Angeles                                                                | Stati Uniti                                                                | 1 – 2                                                                      | Serbia                                                                     | Amichevole                                                                 | -                                                                          | 46’                                                                        |
| 29-1-2023                                                                  | Carson                                                                     | Stati Uniti                                                                | 0 – 0                                                                      | Colombia                                                                   | Amichevole                                                                 | -                                                                          | 72’                                                                        |
| 19-4-2023                                                                  | Glendale                                                                   | Stati Uniti                                                                | 1 – 1                                                                      | Messico                                                                    | Amichevole                                                                 | -                                                                          | 70’                                                                        |
| 24-6-2023                                                                  | Chicago                                                                    | Stati Uniti                                                                | 1 – 1                                                                      | Giamaica                                                                   | Gold Cup 2023 - 1º turno                                                   | -                                                                          | 46’                                                                        |
| 9-7-2023                                                                   | Cincinnati                                                                 | Stati Uniti                                                                | 2 – 2 dts (3 – 2 dtr)                                                      | Canada                                                                     | Gold Cup 2023 - Quarti di finale                                           | -                                                                          | 90’                                                                        |
| 12-7-2023                                                                  | San Diego                                                                  | Stati Uniti                                                                | 1 – 1 dts (4 – 5 dtr)                                                      | Panama                                                                     | Gold Cup 2023 - Semifinale                                                 | -                                                                          | 73’                                                                        |
| Totale                                                                     |                                                                            | Presenze                                                                   | 35                                                                         |                                                                            | Reti                                                                       | 3                                                                          |                                                                            |

## Palmarès

### Club

#### Competizioni nazionali
- USL Championship: 1

New York Red Bulls II: 2016
- MLS Supporters' Shield: 1

New York Red Bulls: 2018
- Lamar Hunt U.S. Open Cup: 1

Los Angeles FC: 2024

### Individuale
- MLS Best XI: 1

2018
- Squadra della stagione della CONCACAF Champions League: 1

2023